# Wiomarc'h
Wiomarc'h, ou Guyomarch , est un chef des Bretons lors de la révolte de 822 à 825. Il n'est pas clairement établi s’il revendiquait le titre royal, car il est connu essentiellement par les témoignages des Annalistes francs Eginhard et l’Anonyme dit L'Astronome.

## Origine
Le pouvoir de Wiomarc'h semblait s’exercer dans le nord de la Bretagne i.e la région occidentale de la Domnonée. L’utilisation de ce nom sous la forme « Guyomach » par les vicomtes de Léon postérieurs a entraîné certains historiens anciens à voir en lui abusivement l’ancêtre des vicomtes de Léon. C'est ainsi que selon Pierre Le Baud il est déjà : « Guihomarus fils ou neveux de Morvannus qui avait succédé en son lieu en la vicomté de Léon  »

## Chronologie
822

« Les comtes des Marches de Bretagne, après l’équinoxe d’automne, se jetèrent sur les possessions d’un certain breton nommé Wihomarch, qui restait en état de rébellion, et ravagèrent tout par la flamme et le fer »

— Annales d'Éginhard, (Année 822)
.
824

« L’empereur différa la course qu’il voulait faire en Bretagne, à cause de la famine qui se faisait alors sentir dans toute sa force. Ayant enfin réuni ses troupes de toutes parts, il se dirigea sur Rennes, cité contiguë aux frontières de la Bretagne. Là divisant son armée en trois corps, il en confia deux à ses fils Pépin et Louis, se réserva le troisième, pénétra dans la Bretagne et la ravagea par le fer et par le feu. Après avoir employé quarante jours et plus à cette expédition et reçu les otages qu’il avait ordonné au perfide Breton de lui livrer il partit le 17 novembre pour la ville de Rouen »

— Annales d'Éginhard, (Année 824)
825

« L’empereur ordonna qu’une assemblée générale se tint à Aix-la-Chapelle au mois de mai. Un assez grand nombre de seigneurs bretons assistèrent à cette assemblée où il protestèrent longuement de leur soumission et de leur obéissance : parmi eux était ce Wihomarch, qui semblait avoir une autorité supérieure, et dont l’aveugle audace et les desseins téméraires avaient poussé l’empereur à faire comme nous l’avons vu une expédition en Bretagne ; mais comme en cette occasion il témoignait se repentir de son méfait, et s’abandonna à la discrétion de l’empereur, ce prince n’obéissant qu’à son penchant qui l’entraînait à la clémence, l’accueillit avec bonté et le combla de présents ainsi que tous les autres Bretons, et lui permit de retourner dans sa patrie… »

— L'Astronome « Vie de Louis le Débonnaire, par l'Anonyme dit l'Astronome ». (Année 825)

« Mais retombant dans la perfidie ordinaire à sa race Wihomarch viola promptement, comme il était habitué à la faire, la foi jurée, et ne cessa de désoler ses voisins par le pillage et l’incendie jusqu’au moment où enfin il fut cerné et tué dans sa propre demeure par les hommes du comte Lambert »

— Annales d'Eginhard, (Année 825)

## Épilogue
La révolte menée par Wiomarc'h, d'une durée d'environ trois ans, fut assez courte mais elle dut être suffisamment importante pour nécessiter l’intervention d’une armée impériale commandée par Louis le Pieux lui-même et ses deux fils.